# Szirzad Beheszti Tala
Szirzad Beheszti Tala (pers. شیرزاد بهشتی‌طلا; ur. 29 sierpnia 1986) – irański zapaśnik walczący w stylu klasycznym. Piąty na mistrzostwach Azji w 2018. Triumfator igrzysk solidarności islamskiej w 2021. Zajął jedenaste miejsce na Uniwersjadzie w 2013, jako zawodnik Islamskiego Uniwersytetu Azad w Eslamszahr. Drugi w wojskowych MŚ w 2010 i trzeci w 2018 roku.